# Apodome
Apodome – element anatomiczny ciała stawonogów.
Apodome to wewnętrzna część egzoszkieletu złożona zarówno z apodem jak i apofiz.
Termin ten bywa również używany jako synonim apodemy.